# Impactul războiului asupra copiilor
Aproape 250 de milioane de copii trăiesc în zone în care au loc conflicte armate, confruntându-se cu traume fizice și psihice cauzate de experiențele de război.
„Conflictul armat” este definit în două moduri conform Dreptului Internațional Umanitar: „1) conflicte armate internaționale, în care sunt implicate două sau mai multe state, și 2) conflicte armate non-internaționale, între forțe guvernamentale și grupuri armate neguvernamentale sau numai între astfel de grupuri”.
Copiii din zonele de război pot acționa ca făptași, devenind copii soldați. Se estimează că există aproximativ 300.000 de copii soldați în întreaga lume, 40% dintre aceștia fiind fete. Copiii sunt, de asemenea, victime ale conflictelor armate. Sunt forțați să plece, suferă de boli cu transmitere sexuală și sunt privați de oportunități de educație.

## Context
Prezența copiilor în război ne întoarce înapoi în Evul Mediu și în războaiele napoleoniene. Copiii au luptat în Războiul Civil American, contribuind în mod semnificativ la Bătălia de la New Market, care a avut loc în Virginia (15 mai 1864). De asemenea, copiii au luptat și în cel de-al Doilea Război Mondial, în special în rândul „Tineretului Hitlerist”. Cu toate acestea, în zilele noastre, numărul copiilor care cad victime conflictelor armate este în creștere, așa cum este și numărul victimelor civile în general. In secolul al XVIII-lea, al XIX-lea și la începutul secolului al XX-lea, aproximativ jumătate din victimele de război erau civili, în timp ce la sfârșitul anilor 1980 procentul era aproape de 90%. Copiii alcătuiau o mare parte din populația afectată de război. Datele Asociației Americane de Psihologie arată că din cei 95% dintre civilii uciși în ultimii ani de conflictele armate moderne, aproximativ 50% erau copii. 
Potrivit Fondului Națiunilor Unite pentru Copii (UNICEF), numărul estimat al victimelor din ultimul deceniu a fost de „2 milioane de copii morți, 4–5 milioane de copii rămași cu handicap, 12 milioane de copii rămași fără adăpost, mai mult de 1 milion de copii rămași orfani sau separați de părinții lor și aproximativ 10 milioane de copii traumatizați psihologic”. În prezent, există peste două milioane de copii refugiați care fug din Siria și peste 870.000 de refugiați din Somalia. Din cei peste 100.000 de oameni care au fost uciși în Siria, cel puțin 10.000 erau copii.

## Factori potențiali de risc ai războiului asupra copiilor

### Expunerea directă la violență

#### Decese și vătămări corporale
Copiii sunt uciși în timpul conflictelor prin expunerea directă la violență, cum ar fi bombardamentele și luptele. Numai în 2017, au avut loc 1.210 de atacuri teroriste în întreaga lume, majoritatea în regiunea Orientului Mijlociu, și 8.074 de decese. Au avut loc nouă incidente teroriste cu peste o sută de morți în zonele de conflict. Sub administrația Trump, numărul victimelor civile cauzate de forțele armate ale Statelor Unite a atins un nivel record în Siria și Irak. De asemenea, copiii sunt mai predispuși să fie răniți de minele terestre. Douăzeci la sută dintre victimele minelor sunt copii din țările afectate de mine. Ei sunt adesea intrigați de aspectul colorat al minelor și explozivilor. Copiii își pot pierde vederea sau auzul; pot pierde părți ale corpului; pot suferi din cauza traumelor. Cel puțin 8.605 de oameni au fost uciși sau răniți de minele terestre în 2016 și 6.967 de victime în 2015, majoritatea fiind civili, iar 42% dintre victime erau copii. Numărul victimelor de copii a fost de cel puțin 1.544 în 2016.

#### Violența sexuală
Organizația Națiunilor Unite definește termenul „violență sexuală legată de conflict” ca fiind „viol, sclavie sexuală, prostituție forțată, sarcină forțată, avort forțat, sterilizare forțată, căsătorie forțată și orice altă formă de violență sexuală de gravitate comparabilă comisă împotriva femeilor, bărbaților, fetelor sau băieților care este direct sau indirect legat de un conflict”. Peste 20.000 de fete și femei musulmane au fost violate în Bosnia din 1992 până în prezent. Numeroase cazuri din Rwanda arată că fiecare adolescentă supraviețuitoare a fost violată. Violența sexuală provoacă, de asemenea, răspândirea bolilor cu transmitere sexuală, cum ar fi HIV/SIDA. Unul dintre factori este reprezentat de implicarea în forțele militare, deoarece acestea abuzează și exploatează sexual fetele și femeile în timpul conflictelor. În plus, pe măsură ce mamele seropozitive dau naștere copiilor infectați cu HIV fără medicamente antiretrovirale, prevalența HIV/SIDA tinde să se răspândească rapid.

### Nevoi de bază nesatisfăcute în timpul războiului
Războiul întrerupe aprovizionarea copiilor și a familiilor lor cu bunuri necesare, cum ar fi hrană, apă, adăpost, servicii de sănătate și educație. Lipsa accesului la aceste nevoi de bază poate priva copiii de dezvoltarea lor fizică, social-emoțională și psihologică. În cazul Sudanului de Sud, conflictele violente constante, împreună cu șocuri climatice, au afectat foarte mult economia bazată pe agricultură. Drept urmare, peste 1,1 milioane de copii suferă de penurie alimentară severă. În țările din Africa și Orientul Mijlociu, peste 2,5 milioane de copii suferă de malnutriție acută severă. Sancțiunile economice, cum ar fi restricțiile comerciale din partea comunității și organizațiilor internaționale, pot juca un rol în dificultățile economice grave și în deteriorarea infrastructurii în zonele de conflict armat. Acest lucru face supraviețuirea copiilor să fie extrem de dificilă, deoarece aceștia se află, de obicei, la cel mai jos nivel al statutului socio-economic. Începând cu 2001, se estima că aproximativ o jumătate de milion de copii irakieni vor fi morți din cauza regimului de sancțiuni.
Comportamentul parental dăunător poate afecta, de asemenea, dezvoltarea copilului. Într-un context de război, familiile și comunitățile nu sunt capabile să ofere un mediu propice dezvoltării copiilor. Dr. Mike Wessells, profesor de psihologie la Randolph-Macon College cu o vastă experiență în zonele de război a explicat: „Părinții afectați emoțional de război prezintă o capacitate diminuată de a-și îngriji copiii în mod corespunzător. Stresul de război sporește violența în familie, creând un model care se transmite mai departe atunci când copiii devin părinți”. Lipsa resurselor crește sarcina cognitivă, care afectează capacitatea atenției, capacitatea cognitivă și controlul executiv, abilități esențiale pentru a raționa și rezolva probleme. Capacitățile mentale și emoționale reduse cauzate de stresul provocat de un război le pot degrada capacitățile parentale și pot schimba negativ comportamentele față de copii.
Perturbarea educației apare și odată cu distrugerea școlilor în timpul războaielor. Resursele umane și financiare sunt compromise în timpul crizei. Organizația Națiunilor Unite a raportat că peste 13 milioane de copii sunt privați de oportunități de educație și peste 8.850 de școli au fost distruse din cauza conflictelor armate din Orientul Mijlociu. Potrivit raportului UNICEF, în Yemen, 1,8 milioane de copii nu au beneficiat de educație în 2015. Între 2014 și 2015, aproape jumătate de milion de copii din Fâșia Gaza nu au putut să meargă la școală din cauza pagubelor aduse școlilor. În Sudan, peste trei milioane de copii nu pot merge la școală din cauza conflictelor. În Mozambic, aproximativ 45% din școlile primare au fost distruse în timpul conflictului. Frica și tulburările fac dificilă concentrarea copiilor și a profesorilor asupra educației. Acest lucru generează un decalaj educațional, privând copiii de educația esențială, construind abilități socio-emoționale și, astfel, reîntegrându-se în societate. În plus, egalitatea de gen poate fi compromisă, deoarece perturbarea educației în zonele de conflict armat exclude în general fetele.

## Impactul asupra dezvoltării psihologice a copiilor

### Dezvoltarea creierului
Experiența din copilăria timpurie reprezintă o mare parte a dezvoltării creierului uman. Conexiunile neuronale pentru capacitatea senzorială, limbajul și funcția cognitivă sunt toate realizate în mod activ în primul an de viață al unui copil. Plasticitatea și maleabilitatea care se referă la flexibilitatea creierului sunt cele mai ridicate în primii ani de dezvoltare a creierului. Prin urmare, creierul poate fi modificat cu ușurință de mediile înconjurătoare ale copiilor. În acest sens, copiii din zonele de conflict armat pot fi mai predispuși la probleme mentale, cum ar fi anxietatea și depresia, precum și problemele fiziologice ale sistemului imunitar și ale sistemului nervos central.
Stresul în copilăria timpurie poate împiedica dezvoltarea creierului copiilor, ceea ce duce la probleme de sănătate fizică și psihică. Creierul sănătos și dezvoltarea fizică pot fi împiedicate de activarea excesivă sau prelungită a sistemelor de răspuns la stres. Deși atât adrenalina, cât și cortizolul ajută la pregătirea organismului pentru a face față factorilor de stres, atunci când sunt obișnuiți cu un stres prelungit și incontrolabil, acest sistem de răspuns la stres poate duce la deficiențe atât ale sănătății mentale, cât și ale sănătății fizice.
Lipsa resurselor de bază poate împiedica, de asemenea, dezvoltarea creierului copilului. Statutul socio-economic al copilăriei influențează dezvoltarea neuronală și afectează capacitatea cognitivă și sănătatea mintală până la viața adultă, în special sărăcia. Multe studii au arătat că sărăcia în copilăria timpurie poate fi dăunătoare, deoarece familiile sărace nu au timp și resurse financiare pentru a investi în promovarea dezvoltării copilului. Acest lucru sugerează că lipsa gravă de resurse în zonele de conflict armat este extrem de dăunătoare dezvoltării cognitive a copiilor în timpul războiului.
Okasha și Elkholy (2012) au teoretizat că imunizarea psihologică poate ajuta copiii care sunt expuși frecvent la conflicte să se aclimatizeze mai bine la factorii de stres ai războiului.

### Teoria atașamentului
Copiii care sunt separați de familie la o vârstă fragedă pot trece prin probleme legate de atașament. Copiii sub cinci ani sunt mai predispuși să se confrunte cu un risc mai mare de depresie și anxietate în comparație cu adolescenții. Teoria atașamentului sugerează că abilitatea unui copil de a crea atașament poate fi descurajată de condițiile de mediu deviante și de experiențele reflectate cu îngrijitorii, diferite tipuri de atașamente putând fi formate legate de acestea. În plus, se știe că experiențele diferite de atașament în copilărie sunt legate de problemele de sănătate mintală la vârsta adultă.

### Alte efecte psihologice
Copiii din zonele de război sunt martori și experimentează activități violente îngrozitoare care pot duce la dezvoltarea unor tulburări psihologice, cum ar fi tulburarea de stres posttraumatic (PTSD). Până în 2017, 3 milioane de copii din Siria au fost martori direcți ai efectelor războiului. 80% dintre cei 94 de copii irakieni expuși la bombardamentul din 13 februarie 1991 au prezentat simptome de PTSD. De asemenea, studiul arată că 41% dintre copiii palestinieni din Fâșia Gaza sufereau de PTSD. Incidența efectelor războiului are o variație de 10 până la 90 la sută în ceea ce privește dezvoltarea PTSD, depresie și probleme de comportament. Se știe că PTSD are efecte intergeneraționale.

## Probleme de reabilitare

### Reintegrarea în societate a copiilor soldați
Există aproximativ 300.000 de copii soldați în întreaga lume.
Programele de dezarmare, demobilizare și reintegrare (DDR) sunt desfășurate pentru a reabilita copiii soldați și copiii afectați de război. Crearea DDR în Sierra Leone a fost condusă de UNICEF în 1999. Cu toate acestea, dezarmarea nu a reușit în mod constant să atragă femei combatante care au fost forțate să ofere servicii sexuale, deoarece le era prea frică să facă un pas înainte pentru procesul de demobilizare.
Copiii soldați sunt adesea stigmatizați și se confruntă cu discriminarea din partea comunității. Reintegrarea și reabilitarea depind de nivelul de violență care a avut loc în regiune, de acceptarea din partea familiei și a comunității și de resurse precum programele de educație și formare pentru recuperarea tinerilor afectați de război. Principiile de la Paris sugerează orientări extinse și detaliate privind reintegrarea copiilor asociați cu forțele sau grupurile armate.

### Procesul de tratament psihologic
Tratamentul psihologic este considerat a fi mai dificil după vârsta de cinci ani. Acest lucru este cauzat de faptul că plasticitatea creierului se reduce după vârsta de cinci ani, deoarece o mare parte din dezvoltarea creierului are loc înainte de vârsta de șase ani. De multe ori este necesar tratamentul psihologic pe termen lung. Unii copii dezvoltă rezistență și sunt capabili să depășească adversități semnificative. Mediul comunitar util și îngrijitorii stabili sunt considerați capabili să își dezvolte capacitatea de a se recupera după experiențele nefavorabile din copilărie.

## Programe de intervenție pentru copiii din zonele de război

### Terapia prin expunere narativă
Terapia de expunere narativă este o intervenție individuală pe termen scurt pentru tratamentul PTSD bazată pe terapia de expunere cognitiv-comportamentală. KidNET este o terapie de expunere narativă utilizată cu copiii afectați de război cu vârsta cuprinsă între 12 și 17 ani. Prin aceasta, specialistul în sănătate mintală încurajează pacienții să descrie evenimentele din viața lor – de la naștere până în prezent. Îmbunătățirile prin KidNET sunt observate la copiii refugiați din Europa de Est, cei afectați de genocidul din Rwanda și cei din Sri Lanka.
Psihoterapia prin mărturie este un alt tratament individual pe termen scurt pentru persoanele afectate de război, în care acestea își înregistrează experiențele cu traume. Aceste înregistrări sunt apoi analizate ulterior de medici împreună cu pacienții pentru a înțelege modul în care experiențele personale sunt legate de traumă.

### Sprijin psihosocial în diadă
Sprijinul psihosocial în diadă este un tratament la nivel de familie pentru mamele și copiii afectați de război care vizează dezvoltarea emoțională și psihologică a copiilor. Un exemplu al programului a fost desfășurat în Bosnia pe o durată de 5 luni, în cadrul căruia au avut loc întâlniri săptămânale ale mamelor pentru a discuta despre dezvoltarea copiilor lor, mecanismele de adaptare și traume. Acest program a indicat rezultate pozitive în ceea ce privește „sănătatea mintală maternă, sănătatea mintală a copiilor, creșterea în greutate și funcționarea psihosocială a acestora”.

### Programul de intervenție pentru pregătirea tinerilor
Programul de intervenție Youth Readiness (Sierra Leone) se adresează tinerilor aflați în război pentru a trata problemele emoționale și psihologice și pentru a le inculca un comportament pro-social. Un studiu realizat de Betancourt et al. evaluează rezultatele din Sierra Leone, acestea fiind pozitive.